# 罗德·布兰达穆尔
罗德·布兰达穆尔（法語：Rod Brind'Amour，1970年8月9日—），加拿大男子冰球运动员，场上位置是前锋。他曾代表加拿大国家队参加1998年冬季奥林匹克运动会冰球比赛，获得第4名。